# Kiss (CoCo)
Kiss è un singolo del cantautore italiano CoCo, pubblicato il 1º novembre 2024 come secondo estratto dal terzo album in studio Mai più forse. Il brano vanta la collaborazione del rapper italiano Luchè.

## Tracce
Testi di Corrado Migliaro e Luca Imprudente, musiche di Giovanni Amati, Vincenzo Raccuglia, Enrico Esposito e Lorenzo Biscione.
1. Kiss (feat. Luchè) – 2:59